# Супилова улица (Београд)
| Улица Супилова | Улица Супилова            |
| -------------- | ------------------------- |
|                |                           |
| Општина        | Градска општина Звездара  |
| Почетак        | Улица Вељка Дугошевића 19 |
| Крај           | Улица Љубице Луковић      |
| Дужина         | 307 m                     |
| Ширина         | 5 m                       |
| Названа        | 1946. година              |
|                |                           |
|                |                           |
| Улица ноћу     |                           |

Супилова улица се налази у Београду, на Општини Звездара. Протеже се од улице Вељка Дугошевића 19 до улице Љубице Луковић. Дуга је 307 метара.

## Порекло назива улице
Улица је добила назив још 1946. године. Име је добила по публицисти и политичару Франу Супилу. Политичку каријеру је започео у Дубровнику. Франо је један од оснивача Хрватско-српске коалиције, а касније и вођа.

## Објекти у близини[3]
- Пошта
- Основна школа 1300 каплара
- Предшколаска установа Зора
- Ресторан Нова Тиха ноћ

## Линије грасдског превоза у близини
Аутобуси градског превоза који пролазе овом улицом су: 65, 66, 74.